# Sven Ydén (läkare)
Sven August Ydén, född den 17 januari 1918 i Södertälje, död den 21 januari 1986 i Karlstad, var en svensk läkare.
Ydén avlade studentexamen i Linköping 1937, medicine kandidatexamen 1941 och medicine licentiatexamen vid Karolinska institutet i Stockholm 1946. Han var underläkare vid röntgendiagnostiska avdelningen på Karolinska sjukhuset 1946, förste underläkare där 1947–1955, biträdande läkare vid röntgendiagnostiska avdelningen på Röda Korsets sjukhus 1952–1953, tillförordnad underläkare vid allmänna avdelningen på Radiumhemmet 1955–1956 och förste underläkare vid röntgendiagnostiska avdelningen på Ekmanska sjukhuset i Göteborg 1957. Ydén promoverades till medicine doktor 1955. Han var överläkare vid röntgenavdelningen på Luleå lasarett 1957–1962 och vid röntgendiagnostiska avdelningen på Centralsjukhuset i Karlstad 1963–1982, chefsläkare där 1971–1982. Ydén publicerade skrifter i röntgendiagnostik. Han blev riddare av Nordstjärneorden 1968.